# Hala'ib

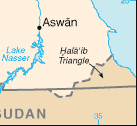
Triângulo de Hala'ib

Hala'ib, ou Halayeb ( em árabe: حلايب ), é um porto e uma cidade do Mar Vermelho, localizado no Triângulo de Hala'ib, a 20 580 quilômetro quadrados (7 900 sq mi) área disputada entre o Sudão e o Egito, o controle da área de fato é mantido pelo governo egípcio. A cidade fica no extremo sul do que os egípcios chamam de Riviera do Mar Vermelho e no canto nordeste do Estado do Mar Vermelho, no Sudão, e também fica perto das ruínas da medieval Aydhab .

## Ecologia e Geografia
Na região de Hala'ib, os elementos Afrotropicais têm seus limites ao norte em Gabal Elba, tornando-a uma região única entre as regiões que dominam os ecossistemas do norte da África . Há também uma densa cobertura de acácias, manguezais e muitos arbustos, além de espécies endêmicas de plantas como a Biscutella elbensis .
Os picos mais altos da área são o Monte Elba, Monte Shellal, Mount Shendib e Monte Shendodai.

## O Bir Tawil
Bir Tawil (بيرطويل) é um território localizado na fronteira Egito-Sudão, notável por nenhum dos dois países o reivindicar. Possui uma área de 2060 km², e possui o formato de um trapézio, sendo o lado maior o limite setentrional, coincidente com o Paralelo 22 N.

### História do Bir Tawil
Em 1899 o território foi definido como pertencente ao Sudão (tal como outras áreas ao sul do paralelo 22 N). Entretanto, em 1902 uma nova fronteira foi definida, colocando Bir Tawil sob administração do Egito e o Triângulo de Hala'ib como parte do Sudão, uma vez que Bir Tawil era parte de terras ligadas a tribos egípcias e as tribos do Triângulo de Hala'ib eram sudanesas.
O Egito não aceitou as mudanças territoriais de 1902 e, dada a falta de recursos naturais da região, nenhum país reclama soberania sobre a região desde então, levando até mesmo a não constar nos mapas do governo do Egito.[1]